# François Hamon
François Hamon (nascido em 20 de janeiro de 1939) é um ex-ciclista francês que representou França nos Jogos Olímpicos de Verão de 1960 em duas provas de ciclismo de estrada.